# Plasmolen
Plasmolen (Limburgs: De Plasmeule) is een dorp in de gemeente Mook en Middelaar, in de provincie Limburg in Nederland. Op 1 januari 2023 telde het dorp 345 inwoners.

## Ligging, landschap en natuur
Het dorp is gelegen tussen de Maas en de gemeente Berg en Dal. De N271 scheidt het dorp van de stuwwallen, waaronder de Sint-Jansberg.  Bij Plasmolen ligt de buurtschap Riethorst. Nabijgelegen kernen zijn Mook, Middelaar en Milsbeek. 
Plasmolen is gelegen tussen de stuwwal, waarop zich het natuurgebied Sint-Jansberg bevindt en de door grindafgraving ontstane Mookerplas. De Sint-Jansberg is een wandelgebied van circa 250 hectare en is eigendom van Natuurmonumenten. Plasmolen ligt op een hoogte van 11 meter, maar op de Sint-Jansberg gaat de hoogte tot ruim 76,7 meter (Kiekberg). Het Pieterpad loopt door dit gebied. 
Aan de noordoever van de plas liggen restanten van rivierduinen, waaronder de natuurgebieden Rivierduintjes en De Zevenbergen. Verder ligt in Plasmolen nog De Molenberg, een loofbosje van 0,77 ha en het meest noordelijke bezit van Het Limburgs Landschap.

## Geschiedenis
De Bovenste Plasmolen, een watermolen die volgens het ankerjaartal uit 1725 stamt, maar waarschijnlijk ouder is, en de resten van de grootste Romeinse villa die ooit in Nederland is gevonden liggen in dit gebied. De grondvesten van de Romeinse villa Plasmolen werden ontdekt in 1931 en dateren vermoedelijk uit de 2e eeuw.
Voorheen strekte het heidegebied Mookerheide zich uit van Plasmolen in het zuiden tot aan de stadswallen van Nijmegen in het noorden. Op de heide vond in 1574 de Slag op de Mookerheide plaats.
Hotel-restaurant De Plasmolen, oorspronkelijk een uitspanning en logement gelegen bij de Onderste Plasmolen, brandde af in 1929, 1944 en 2001. Het werd na de laatste brand niet meer herbouwd.
Plasmolen kent diverse restaurantvoorzieningen, alsook, aan de Mookerplas, de jachthaven en het recreatiepark Eldorado. De Mookerplas is ontwikkeld sinds de jaren 50 van de 20e eeuw, volgend op grindwinningen.

## Schildersdorp Plasmolen
Sinds 1900 vertoefden vele kunstenaars voor korte of langere tijd in Plasmolen en omgeving. Jacques van Mourik was een van hen en zijn aanwezigheid deed in de jaren 1900-1940 meer kunstschilders besluiten zich in deze omgeving te vestigen. Van Mourik geldt dan ook als de nestor van het Plasmolense kunstenaarsdorp. Het was het enige kunstenaarsdorp dat in de provincie Limburg ontstond. Van een "Plasmolense School" is geen sprake omdat alle kunstenaars, hoewel de meesten de ongerepte natuur als inspiratiebron hadden, werkten in hun eigen stijl en volgens hun eigen voorkeuren.
Tot de belangrijkste vertegenwoordigers van de groep behoren naast Van Mourik: Dirk Ocker, Gerard Cox sr., Julius Brouwers, Leo Niehorster, Theo Deckers en Jopie van Kampen. Met de dood van Jacques van Mourik, verdween de laatste vertegenwoordiger van de eerste kunstenaarsgroep.

## Geboren
- Julia van Verschuer (1926-2016), beeldhouwer, graficus
- Gunnar Daan (1939-2016), architect en beeldend kunstenaar

## Afbeeldingen

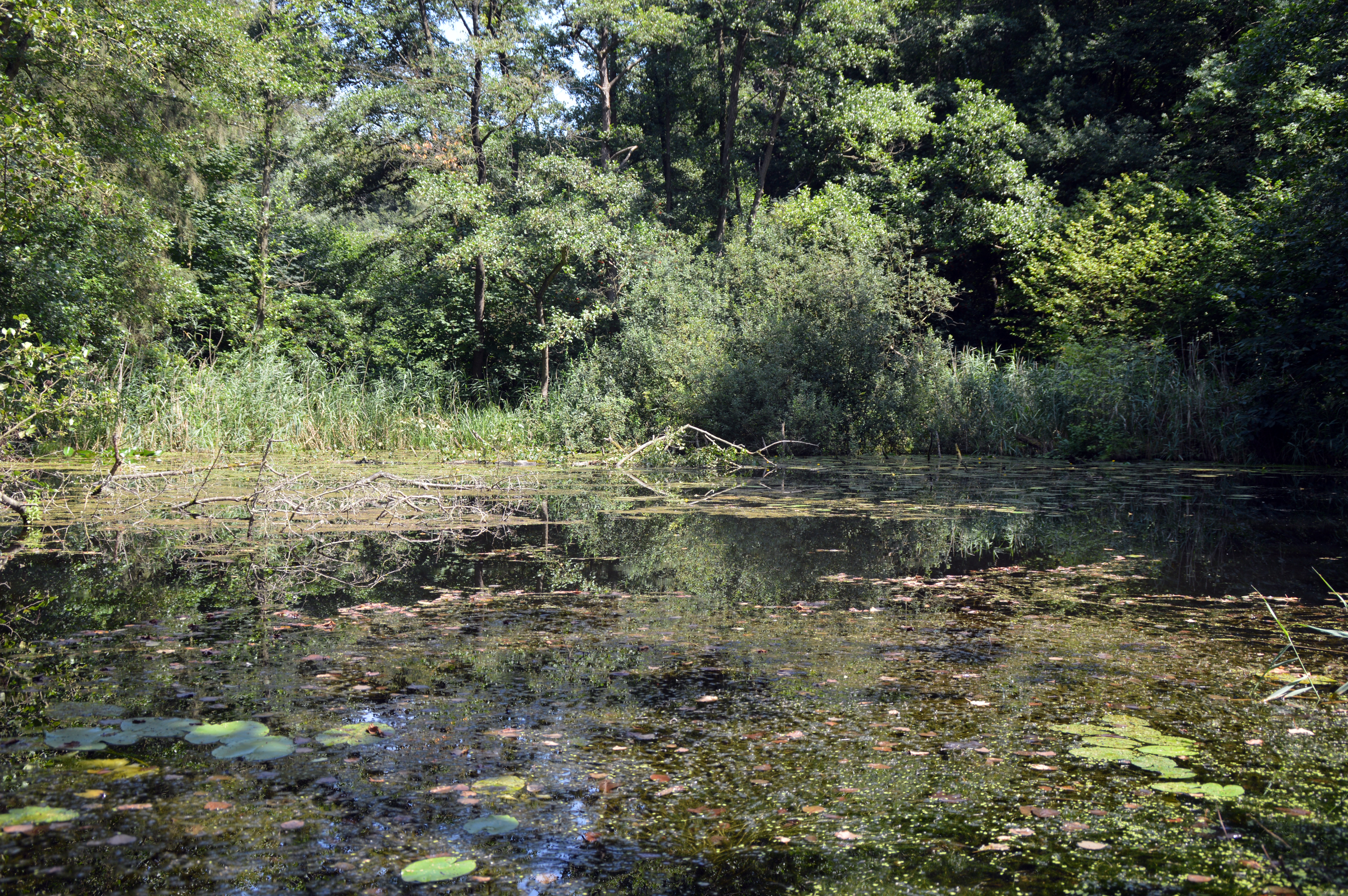
Beek Bovenste Plasmolen
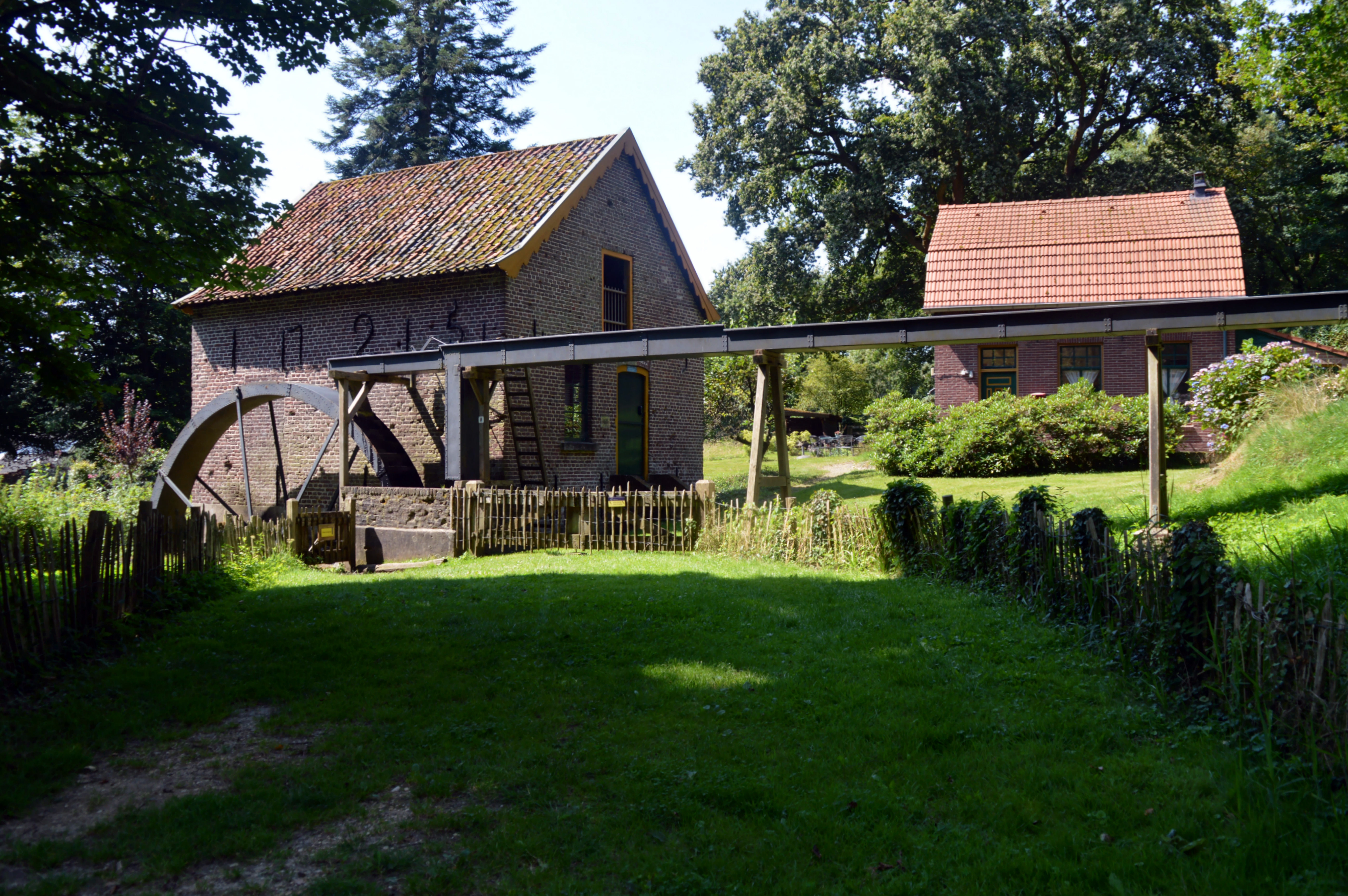
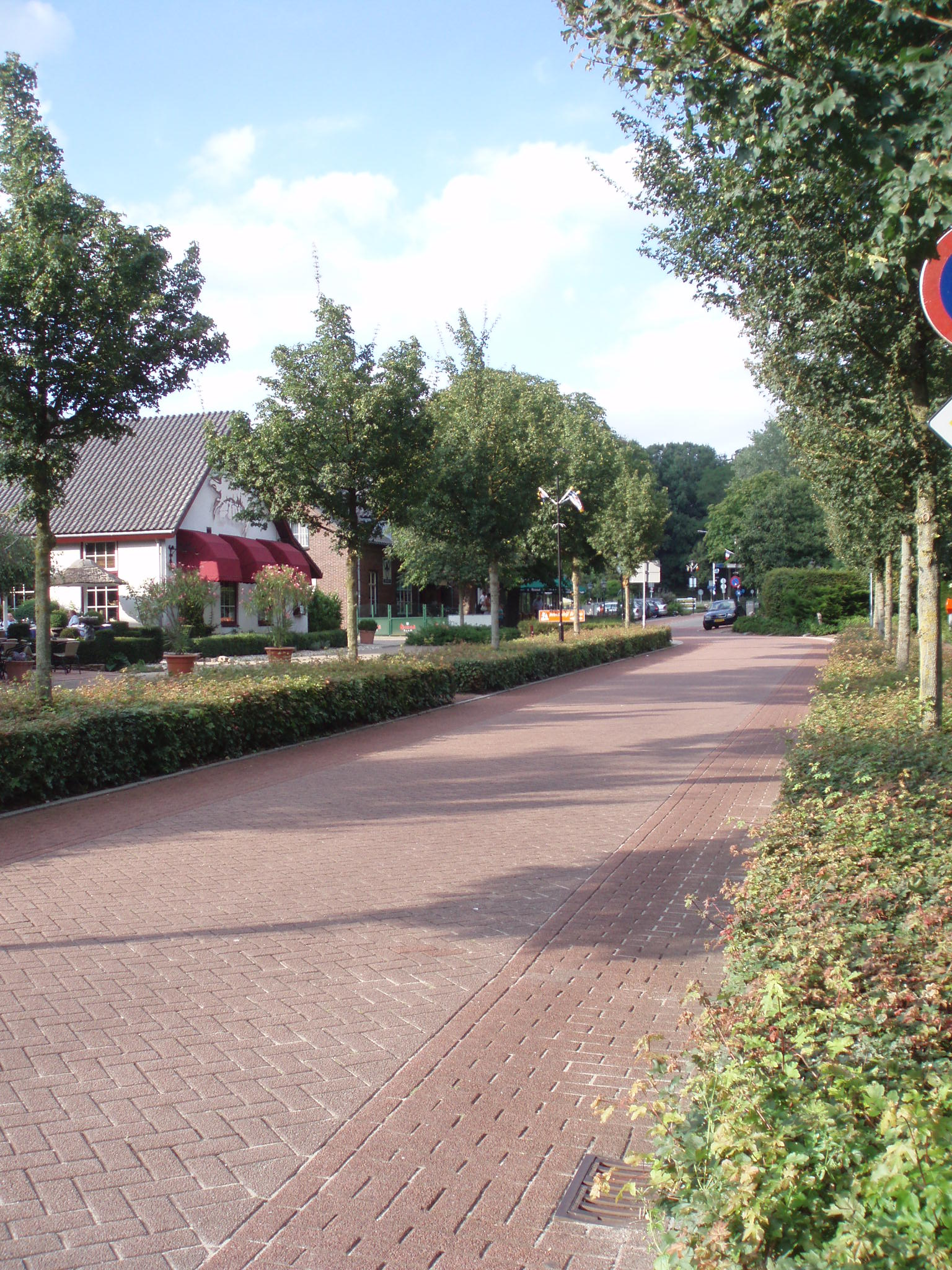
Plasmolen
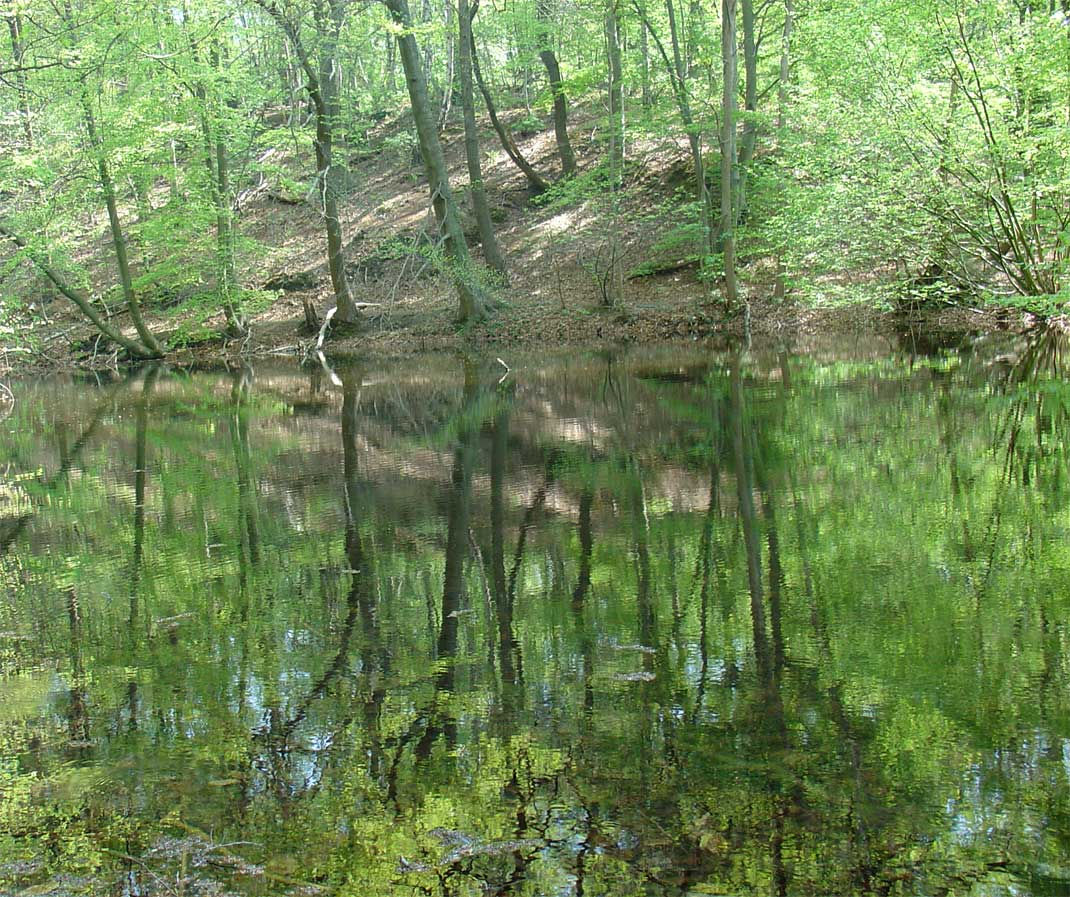
Stuwmeertje bij de Sint Jansberg